# Истамгулов, Амир Мирасович
Амир Мирасович Истамгулов (5 июня 1931 года — 3 августа 2009 года) — зерновод Самарского отделения совхоза «Красная Башкирия». Герой Социалистического Труда.

## Биография
Амир Мирасович Истамгулов родился 5 июня 1931 г в  д. Ярлыкапово Абзелиловского района БАССР.
Образование - неполное среднее.
Трудовую деятельность начал в 1946 г. рабочим Самарского отделения совхоза «Красная Башкирия» Абзелиловского района. В 1948-1949 гг. учился на курсах трактористов, организованных в совхозе. С 1949 г. - тракторист-машинист Самарского отделения совхоза «Красная Башкирия».
За годы работы в совхозе А. М. Истамгулов зарекомендовал себя высококвалифицированным механизатором, ежегодно добивающимся эффективного использования закрепленной за ним техники, качественного выполнения всех сельскохозяйственных заданий. В 1976-1980 гг. намолотил на комбайне 51 тысячу центнеров зерна, на тракторе К-700 выработал 14 600 гектаров условной пахоты, или больше по сравнению с девятой пятилеткой (1971—1975) соответственно на 23 и 42 процента. В 1980 г. выработал 3 080 гектаров пахоты и намолотил 15 624 центнера зерна. В социалистическом соревновании среди трактористов-машинистов занял первое место в Абзелиловском районе и второе место в республике.
Своим самоотверженным трудом А. М. Истамгулов способствовал увеличению урожайности зерновых в целом по совхозу. В неблагоприятных условиях 1980 г. хозяйство собрало с каждого из 12,8 тысячи гектаров по 24,5 центнера зерна. В среднем за десятую пятилетку с каждого гектара была собрано по 20,8 центнера зерна против 17,2 центнера в девятой пятилетке.
За выдающиеся успехи в развитии сельского хозяйства и выполнении социалистических обязательств по увеличению производства и продажи государству зерна и других продуктов земледелия в 1980 г. и десятой пятилетке Указом Президиума Верховного Совета СССР от 23 февраля 1981 г. А. М. Истамгулову присвоено звание Героя Социалистического Труда.
В 1991 г. вышел на пенсию.
Истамгулов  Амир Мирасович умер 3 августа 2009 г.

## Награды
- Герой Социалистического Труда (1981)
- Награждён орденами Ленина (1981), Октябрьской Революции (1975), Трудового Красного Знамени (1966), медалями.